# Bengt Silfverstrand (konstnär)
Bengt Douglas ”D” Silfverstrand, född 9 mars 1921 i Göteborg, död 5 oktober 1984 i Kalmar, var en svensk målare och tecknare.
Han var son till John S. Douglas Silfverstrand och Beda Sofia Hallgren och från 1943 gift med Ebba-Brita Inga Gerd Olsson. Silfverstrand studerade vid Slöjdföreningens skola i Göteborg och under längre studieresor till Nederländerna, Belgien, England och Island. Tillsammans med Lennart Forss och Karl Wennberg ställde han ut på Galerie Catharina i Stockholm 1957 och separat ställde han bland annat ut i Skärhamn. Han medverkade i en större internationell utställning i Amsterdam 1949. Bland hans offentliga arbeten märks järnskulpturen Kattpar i Kalmar. Hans konst består av stilleben, figurmotiv och landskapsmålningar utförda i olja, blyerts eller pastell. Som illustratör medverkade han med teckningar för tidningar och tidskrifter.
Bengt D Silfverstrand verkade även som teckningslärare vid Östra Funkaboskolan, Kalmar. Makarna Silfwerstrand är begravda på Örgryte nya kyrkogård.